# Tornei di tennis femminili nel 1883
Prima della nascita del WTA Tour, ossia l'apertura alle tenniste professioniste dei tornei che prima di quell'anno erano riservati alle tenniste dilettanti, tutti gli eventi più importanti erano amatoriali, tra questi c'erano i tornei del Grande Slam: il Torneo di Wimbledon e gli U.S. National Championships.

## Gennaio
Nessun evento

## Febbraio
Nessun evento

## Marzo
Nessun evento

## Aprile
Nessun evento

## Maggio
| Settimana | Torneo                                                       | Vincitore                                             | Finalista               | Semifinalisti | Eliminati ai quarti |
| --------- | ------------------------------------------------------------ | ----------------------------------------------------- | ----------------------- | ------------- | ------------------- |
| 27 maggio | Irish Championships 1883 Dublino, Irlanda Singolare - Doppio | May Langrishe 6-0 6-1                                 | Beatrice Langrishe      |               |                     |
| 27 maggio | Irish Championships 1883 Dublino, Irlanda Singolare - Doppio | Torneo non disputato                                  |                         |               |                     |
| 27 maggio | Irish Championships 1883 Dublino, Irlanda Singolare - Doppio | Doppio misto: May Langrishe Ernest Browne 6-3 6-2 6-0 | Lena Rice Peter Aungier |               |                     |

## Giugno
| Settimana | Torneo                                                                   | Vincitore                                             | Finalista                      | Semifinalisti | Eliminati ai quarti |
| --------- | ------------------------------------------------------------------------ | ----------------------------------------------------- | ------------------------------ | ------------- | ------------------- |
| 2 giugno  | West of England Championhips 1883 Bath, Gran Bretagna Singolare - Doppio | Maud Watson 6-1 6-2                                   | Miss Pope                      |               |                     |
| 2 giugno  | West of England Championhips 1883 Bath, Gran Bretagna Singolare - Doppio | Lillian Watson Maud Watson 6-3 5-6 6-3                | Edith Davies Grace Gibbs       |               |                     |
| 9 giugno  | Torneo di Cheltenham 1883 Cheltenham, Gran Bretagna Singolare - Doppio   | Maud Watson 6-3 6-0                                   | F. Davies                      |               |                     |
| 9 giugno  | Torneo di Cheltenham 1883 Cheltenham, Gran Bretagna Singolare - Doppio   | Lillian Watson Maud Watson 6-1 6-1                    | Miss Cornford Edith Davies     |               |                     |
| 9 giugno  | Torneo di Cheltenham 1883 Cheltenham, Gran Bretagna Singolare - Doppio   | Doppio misto: Miss Mardall GM Butterworth 4-6 6-2 6-2 | Lilian Cole Reverend H Smith   |               |                     |
| 21 giugno | Torneo di Leicester 1883 Leicester, Gran Bretagna Singolare - Doppio     | Agnes Watts 2-6 6-1 6-1 6-2                           | Miss Noon                      |               |                     |
| 21 giugno | Torneo di Leicester 1883 Leicester, Gran Bretagna Singolare - Doppio     |                                                       |                                |               |                     |
| 30 giugno | Northern Championships 1883 Manchester, Gran Bretagna Singolare - Doppio | Edith Coleridge 7-5 6-3                               | Miss Eckersley                 |               |                     |
| 30 giugno | Northern Championships 1883 Manchester, Gran Bretagna Singolare - Doppio | Edith Coleridge Miss Ross Collier 6-3 9-7             | Miss Cheetam Miss Eckersley    |               |                     |
| 30 giugno | Northern Championships 1883 Manchester, Gran Bretagna Singolare - Doppio | Doppio misto: Miss Fletcher Ernest Browne 6-2 6-3     | Miss Cheetham John Bruce Ismay |               |                     |

## Luglio
| Settimana | Torneo                                                                 | Vincitore                                             | Finalista                           | Semifinalisti | Eliminati ai quarti |
| --------- | ---------------------------------------------------------------------- | ----------------------------------------------------- | ----------------------------------- | ------------- | ------------------- |
| 7 luglio  | Torneo di Leamington 1883 Leamington, Gran Bretagna Singolare - Doppio |                                                       |                                     |               |                     |
| 7 luglio  | Torneo di Leamington 1883 Leamington, Gran Bretagna Singolare - Doppio | Lillian Watson Maud Watson 6-4 6-4 6-4                | Miss Noon Agnes Watts               |               |                     |
| 7 luglio  | Torneo di Leamington 1883 Leamington, Gran Bretagna Singolare - Doppio | Doppio misto: Maud Watson Edward Williams 6-1 6-4 8-6 | Florence Mardall John Charles McKay |               |                     |
| 21 luglio | Torneo di Lichfield 1883 Lichfield, Gran Bretagna Singolare - Doppio   | Mrs Peters-Smith 2-6 6-4 6-5                          | Miss Collier                        |               |                     |
| 21 luglio | Torneo di Lichfield 1883 Lichfield, Gran Bretagna Singolare - Doppio   |                                                       |                                     |               |                     |
| 25 luglio | Torneo di Norwich 1883 Norwich, Gran Bretagna Singolare - Doppio       | G Rent 6-1 6-2                                        | J.Hartoup                           |               |                     |
| 25 luglio | Torneo di Norwich 1883 Norwich, Gran Bretagna Singolare - Doppio       |                                                       |                                     |               |                     |

## Agosto
| Settimana | Torneo                                                                         | Vincitore                                            | Finalista                        | Semifinalisti | Eliminati ai quarti |
| --------- | ------------------------------------------------------------------------------ | ---------------------------------------------------- | -------------------------------- | ------------- | ------------------- |
| 16 agosto | Torneo di Tenby 1883 Tenby, Gran Bretagna Singolare - Doppio                   | C Jones 6-2 3-6 6-4                                  | E Fletcher                       |               |                     |
| 16 agosto | Torneo di Tenby 1883 Tenby, Gran Bretagna Singolare - Doppio                   |                                                      |                                  |               |                     |
| 16 agosto | Torneo di Tenby 1883 Tenby, Gran Bretagna Singolare - Doppio                   | Doppio misto: Mrs Bagnall-Wild PJ Ash 6-1 6-4        | Mrs Wodehouse HG Saunders-Davies |               |                     |
| 17 agosto | Torneo di East Grinstead 1883 East Grinstead, Gran Bretagna Singolare - Doppio | Leila Lodwick 6-2 6-1                                | Miss Cobbold                     |               |                     |
| 17 agosto | Torneo di East Grinstead 1883 East Grinstead, Gran Bretagna Singolare - Doppio |                                                      |                                  |               |                     |
| 17 agosto | Torneo di East Grinstead 1883 East Grinstead, Gran Bretagna Singolare - Doppio | Doppio misto: Miss Cobbold William Cobbold 6-0 6-2   | Miss Saint-Clair P. Wallis       |               |                     |
| 18 agosto | Torneo di Exmouth 1883 Exmouth, Gran Bretagna Singolare - Doppio               | Maud Watson 6-4 6-2                                  | Lilian Cole                      |               |                     |
| 18 agosto | Torneo di Exmouth 1883 Exmouth, Gran Bretagna Singolare - Doppio               |                                                      |                                  |               |                     |
| 18 agosto | Torneo di Exmouth 1883 Exmouth, Gran Bretagna Singolare - Doppio               | Doppio misto: Maud Watson Edward Williams 6-3 6-1    | Miss Noon Charles Grinstead      |               |                     |
| 23 agosto | Torneo di Teignmouth 1883 Teignmouth, Gran Bretagna Singolare - Doppio         |                                                      |                                  |               |                     |
| 23 agosto | Torneo di Teignmouth 1883 Teignmouth, Gran Bretagna Singolare - Doppio         |                                                      |                                  |               |                     |
| 23 agosto | Torneo di Teignmouth 1883 Teignmouth, Gran Bretagna Singolare - Doppio         | Doppio misto: Miss Mardall Charles Sweet 6-4 6-2     | Lillian Watson Erskine Watson    |               |                     |
| 25 agosto | Torneo di Moffat 1883 Moffat, Gran Bretagna Singolare - Doppio                 | Jane Meikle 6-3 2-6 6-3                              | A Forest                         |               |                     |
| 25 agosto | Torneo di Moffat 1883 Moffat, Gran Bretagna Singolare - Doppio                 | A Fenwick W Fenwick 6-2 12-10                        | Jane Meikle Miss Meikle          |               |                     |
| 25 agosto | Torneo di Moffat 1883 Moffat, Gran Bretagna Singolare - Doppio                 | Doppio misto: W Fenwick PC Fenwick 6-2 6-2           | Miss Meikle GW Stenhouse         |               |                     |
| 25 agosto | Torneo di Edgbaston 1883 Edgbaston, Gran Bretagna Singolare - Doppio           | Miss Hutton 6-5 8-6                                  | L Sanders                        |               |                     |
| 25 agosto | Torneo di Edgbaston 1883 Edgbaston, Gran Bretagna Singolare - Doppio           | Miss Chamberlain L Chamberlain 6-1 6-4               | K Cartland Miss Hutton           |               |                     |
| 25 agosto | Torneo di Edgbaston 1883 Edgbaston, Gran Bretagna Singolare - Doppio           | Doppio misto: Miss Chamberlain SA Noon 13-11 9-7 6-2 | Miss Hutton JA Powell            |               |                     |

## Settembre
| Settimana    | Torneo                                                                       | Vincitore                                            | Finalista                 | Semifinalisti | Eliminati ai quarti |
| ------------ | ---------------------------------------------------------------------------- | ---------------------------------------------------- | ------------------------- | ------------- | ------------------- |
| 5 settembre  | Torneo di Bournemouth 1883 Bournemouth, Gran Bretagna Singolare - Doppio     | Mrs Hornby 5-6 6-3 6-1                               | M Richards                |               |                     |
| 5 settembre  | Torneo di Bournemouth 1883 Bournemouth, Gran Bretagna Singolare - Doppio     | Mrs Hornby M. Richards 6-4 6-2 6-1                   | Miss Dalgairns Miss Drake |               |                     |
| 8 settembre  | Devonshire Park Tournament 1883 Eastbourne, Gran Bretagna Singolare - Doppio | M Leslie 10-8 6-4                                    | Miss Congreve             |               |                     |
| 8 settembre  | Devonshire Park Tournament 1883 Eastbourne, Gran Bretagna Singolare - Doppio |                                                      |                           |               |                     |
| 12 settembre | Torneo di Portishead 1883 Portishead, Gran Bretagna Singolare - Doppio       | Miss Bryant 6-2 6-3                                  | J. Carter                 |               |                     |
| 12 settembre | Torneo di Portishead 1883 Portishead, Gran Bretagna Singolare - Doppio       | Miss Reynolds 6-5 2-6 6-4                            | Miss Arden A. Lys         |               |                     |
| 12 settembre | Torneo di Portishead 1883 Portishead, Gran Bretagna Singolare - Doppio       | Doppio misto: Miss Arden William Renshaw 4-6 6-2 6-3 | A. Lys Charles Lacy Sweet |               |                     |
| 14 settembre | Torneo di Saxmundham 1883 Saxmundham, Gran Bretagna Singolare - Doppio       | G. Rant 6-0 6-2                                      | L. Davy                   |               |                     |
| 14 settembre | Torneo di Saxmundham 1883 Saxmundham, Gran Bretagna Singolare - Doppio       |                                                      |                           |               |                     |

## Ottobre
| Settimana | Torneo                                                                              | Vincitore                                        | Finalista               | Semifinalisti | Eliminati ai quarti |
| --------- | ----------------------------------------------------------------------------------- | ------------------------------------------------ | ----------------------- | ------------- | ------------------- |
| 5 ottobre | Camp Washington Ladies Lawn Tennis Tournament 1883 New York, USA Singolare - Doppio | Miss Goodwin 6-2 4-6 6-5                         | Adeline Robinson        |               |                     |
| 5 ottobre | Camp Washington Ladies Lawn Tennis Tournament 1883 New York, USA Singolare - Doppio | Miss Grandy Adeline Robinson 6-1 6-2             | Miss Cave Mrs AE Rendel |               |                     |
| 5 ottobre | Camp Washington Ladies Lawn Tennis Tournament 1883 New York, USA Singolare - Doppio | Doppio misto: Miss Goodwin Mr Greenlough 6-2 6-3 | Violet Ward Mr Shippen  |               |                     |

## Novembre
Nessun evento

## Dicembre
Nessun evento